# 모하메드 쿠두스
모하메드 쿠두스(영어: Mohammed Kudus, 2000년 8월 2일 ~ )는 가나의 축구 선수로, 현재 프리미어리그의 토트넘 홋스퍼와 가나 국가대표팀에서 공격형 미드필더 또는 라이트 윙어로 활약하고 있다. 그는 이전에 노르셸란과 아약스에서 활약한 적이 있다.

## 구단 경력

### 노르셸란
쿠두스는 2018년 1월, 이브라힘 사디크, 기드온 멘사와 함께 10살 때 입단한 가나의 라이트 투 드림 아카데미에서 덴마크 클럽 노르셸란에 입단했다.
쿠두스는 브뢴뷔 IF와의 경기에서 18세 생일 후 3일 만에 노르셸란에서 공식 데뷔 전을 치렀다. 그는 공격수로 첫 1분부터 뛰었지만, 하프타임에 교체되었다. 데뷔와 함께, 그는 클럽 역사상 9번째로 어린 나이에 데뷔를 했다.

### 아약스
2020년 7월 16일, 쿠두스는 에레디비시의 아약스와 900만 유로에 5년 계약을 맺었다. 9월 20일, 그는 RKC 발베이크와의 리그 경기에서 공식 데뷔 전을 치렀다. 에릭 텐 하흐 감독은 이후 쿠두스를 "믿을 수 없는 잠재력"을 가진 선수라고 불렀다. 그는 첫 3경기에 출전해 1골 3도움을 기록하며 맹활약을 이어갔다. 2020년 10월 21일, 리버풀과의 홈경기를 앞두고 UEFA 챔피언스리그 데뷔 전을 치렀지만, 안타깝게도, 쿠두스는 수개월 동안 경기에 나서지 못했다. 쿠두스는 6분 만에 부상에서 회복되었고, 2-2로 비긴 PSV와의 경기에서 후반 10분을 뛰었다. 그는 회복에 차질을 빚었고, 1월에 남은 경기에 결장한 뒤 2월에 활동에 복귀했다. 2021년 2월 21일, 2020년 10월 이후 처음으로 아약스의 주전 11명으로 복귀했고, 아약스가 4-0으로 이긴 스파르타 로테르담과의 경기에서 50분에 골을 넣었다.
부상에서 복귀한 후, 그는 아약스의 마지막 14번의 리그 경기 중 13번의 경기에 출전했고, 31분 동안 헤이렌베인과의 KNVB컵 준결승전에서 아약스는 첫 시즌 말에 국내 더블을 달성했다. 그는 2021년 4월 18일, 다비드 네리스의 추가 시간 91분 후에 아약스와 함께 2020-21년 KNVB컵에서 첫 우승 트로피를 거머쥐었다. 시즌 말, 쿠두스는 아약스의 모든 대회에 22번 출전하여 4골 3도움을 기록했다.
2022년 9월 7일, 쿠두스는 레인저스를 상대로 한 UEFA 챔피언스리그 경기에서 4–0 승리를 거두며 챔피언스리그 데뷔 골을 기록하였다. 2023년 2월 19일에는 스파르타 로테르담과의 리그 경기에서 후반 84분 프리킥으로 득점하며 팀의 4–0 승리에 기여하였다. 그는 2023년 튀르키예-시리아 지진으로 사망한 가나 출신 축구 선수 크리스천 아추를 추모하며 득점 세리머니를 펼쳤다. 쿠두스는 사이드라인으로 달려가 아약스 유니폼을 벗고, 안에 입고 있던 "RIP Atsu"라고 적힌 흰색 셔츠를 드러냈다. 그는 2022–23년 시즌 동안 42경기에서 18골 6도움을 기록하였다.

### 웨스트햄 유나이티드
2023년 8월 27일, 쿠두스는 아약스를 떠나 3,800만 파운드의 이적료에 프리미어리그의 웨스트햄 유나이티드로 5년 계약을 체결했다. 그는 존 판트실와 앙드레 아유에 이어 웨스트햄에서 뛰는 세 번째 가나 선수이다. 쿠두스는 토머스 파티 다음으로 두 번째로 비싼 가나 축구 선수가 되었다.
그는 9월 1일, 2-1로 이긴 루턴 타운과의 원정 경기에서 91분에 데뷔 전을 치렀다. 그는 9월 21일, 세르비아 팀인 FK TSC와의 홈 경기에서 2023-24년 UEFA 유로파리그 조별 리그 경기에서 첫 골을 기록했다. 웨스트햄이 1-0으로 뒤진 상황에서, 66분과 70분에 쿠두스의 골이 터졌고, 토마시 소우체크는 82분에 3번째 골을 추가해 3-1로 경기를 마쳤다. 2023년 10월 9일, 쿠두스는 뉴캐슬 유나이티드 전에서 89분에 프리미어리그 첫 골을 기록해 2-2 동점을 만들었다. 2023년 11월, 브렌트퍼드 전에서 모하메드 쿠두스의 골은 웨스트햄이 11월에 발표한 이달의 골로 선정되었다.

### 토트넘 홋스퍼
2025년 7월 10일, 쿠두스는 5,500만 파운드의 이적료로 프리미어리그의 또 다른 팀인 토트넘 홋스퍼에 합류하며 6년 계약을 체결했다. 그는 8월 13일, 파리 생제르맹을 상대로 치른 UEFA 슈퍼컵에서 클럽 소속으로 데뷔하였으며, 경기는 정규 시간 2–2 무승부 이후 승부차기 끝에 패하였다. 8월 16일에는 토트넘 소속으로 리그 첫 경기에 출전하여 번리와의 경기에서 3–0 승리를 거두는 과정에서 2도움을 기록하였다.

## 국가대표팀 경력
2019년부터, 그는 가나 국가대표팀의 일원이었고 여러 골을 득점했다. 2021년 11월 14일, 쿠두스는 남아프리카 공화국과의 2022년 FIFA 월드컵 예선 조별 리그 최종전에서 가나 국가대표팀 소속으로 뛰던 중 갈비뼈 파열 부상을 입었다. 이 부상으로 인해 대회 최종 명단에 이름을 올렸지만 지연된 2021년 아프리카 네이션스컵에 결장하는 것을 포함하여 거의 3개월 동안 그는 출전하지 못했다. 쿠두스는 나이지리아와의 2022년 FIFA 월드컵 최종 예선 플레이오프에서 가나 국가대표팀으로 복귀했다. 그는 가나가 네 번째 월드컵에 진출하는 동안 두 경기 모두에 출전했다.
2022년 11월, 쿠두스는 카타르에서 열리는 2022년 FIFA 월드컵에 출전할 26명의 가나 국가대표팀에 소집되었다. 월드컵 데뷔 전에서 가나는 포르투갈을 상대로 3-2 패배를 당했다. 다음 경기에서 쿠두스는 대한민국을 상대로 3-2 승리를 거두며 두 골을 넣었다. 가나는 우루과이와의 조별 리그 마지막 경기에서 승패가 필요했다. 하지만 2-0으로 패하며 가나는 조 4위를 차지한 후 홈으로 돌아갔다.
2024년 1월, 쿠두스는 코트디부아르에서 열리는 2023년 아프리카 네이션스컵에 27명으로 구성된 국가대표팀에 이름을 올렸다. 개막전에서 카보베르데에게 2-1로 패한 가나는 다음 경기에서 이집트를 상대했고, 이집트는 2-2 무승부를 기록하며 동점골을 넣었다. 모잠비크와의 조별 리그 마지막 경기에서 쿠두스는 조르당 아유가 페널티킥을 성공시켰다. 모잠비크는 두 골을 넣었지만 후반 두 골을 넣으며 동점을 만들었고, 조별 리그 라이벌 이집트가 이미 자격을 갖춘 카보베르데를 상대로 2-2 무승부를 거두면서 가나와 모잠비크는 모두 토너먼트에서 탈락했고, 이집트는 결선 토너먼트에 진출했다.

## 사생활
쿠두스는 하우사인이고, 무슬림이다. 그는 아크라에 두 명의 형제가 있다.